# Aeschynanthus ellipticus
Aeschynanthus ellipticus är en tvåhjärtbladig växtart som beskrevs av Carl Karl Adolf Georg Lauterbach och Karl Moritz Schumann. Aeschynanthus ellipticus ingår i släktet Aeschynanthus och familjen Gesneriaceae.

## Underarter
Arten delas in i följande underarter:
- A. e. ellipticus
- A. e. glabrescens